# Полтавський військовий інститут зв'язку
Полтавський військовий інститут зв'язку — колишній вищий військовий навчальний заклад України, який діяв з 1995 по 2007 роки. Здійснював підготовку офіцерів з вищою військово-спеціальною освітою для частин військ зв'язку сухопутних військ. До 1995 року відомий як Полтавське вище військове командне училище зв'язку імені Маршала Радянського Союзу К. С. Москаленка, з 2007 по 2013 роки — факультет засобів військового зв'язку Військового інституту телекомунікацій та інформатизації Національного технічного університету «України Київський політехнічний інститут», з 2013 року Державного університету телекомунікацій, а у 2015 році виведений зі складу університету.

## Історія навчального закладу

### Вище військове командне училище
Постанову Ради Міністрів СРСР про створення Полтавського вищого військового командного училища зв'язку було підписано 11 січня 1968 року, а 31 січня вийшов наказ Міністра оборони СРСР № 019 про створення училища на базі 179-го навчального центру військ зв'язку. Формування училища відбувалося протягом червня-серпня 1968 року. Бойовий Прапор училищу вручений 4 липня 1970 року. Першим начальником училища був полковник Ткаченко Феодосій Петрович. За три роки, протягом яких Феодосій Петрович очолював ПВВКУЗ, були створені основи навчально-матеріальної бази, приведена у відповідність інфраструктура військового навчального закладу.
Формування училища остаточно завершилося в серпні 1971 року. Тоді ж начальником училища призначено полковника Гришанова Володимира Федоровича. Перший випуск офіцерів-зв'язківців відбувся в 1972 році.
У січні 1979 року навчальна база та особовий склад училища були передислоковані в новозбудоване 20-те військове містечко на вулиці Зіньківська. У новому навчальному корпусі училища в короткі терміни була створена найкраща навчально-матеріальна база для підготовки офіцерів-зв'язківців на рівні Академії Зв'язку, та зокрема додано, згідно штатів, військовий оркестр частини. За досягнуті успіхи в підготовці офіцерів-випускників начальник училища генерал-майор Гришанов В. Ф. був нагороджений орденом «За службу Батьківщині в Збройних Силах СРСР» III ступеня, а в 1980 році йому було присвоєне військове звання генерал-лейтенант.
За досягнуті успіхи в підготовці офіцерських кадрів, високий рівень бойової підготовки 30 вересня 1986 року Постановою Ради Міністрів СРСР Полтавському вищому військовому командному училищу зв'язку було присвоєно ім'я полководця Великої Вітчизняної війни, двічі Героя Радянського Союзу, маршала Кирила Семеновича Москаленка. У березні 1988 року начальником училища був призначений полковник Федір Сергійович Кипарис.
Багато з випускників виконували "інтернаціональний обов'язок" у Демократичній Республіці Афганістан, брали участь в ліквідації наслідків аварії на Чорнобильській АЕС. Значна кількість випускників вищого військового навчального закладу досягли високих посад у Збройних Силах СРСР, Росії і України.

### Військовий інститут зв'язку
З 1992 року в Збройних силах України відбувалися зміни, які вплинули і на військові навчальні заклади.
25 липня 1995 року Постановою Кабінету Міністрів України та наказом Міністра оборони України училище перетворено в Полтавський філіал Київського військового інституту управління та зв'язку (КВІУЗ). Була створена нова організаційно-штатна структура, здатна вирішувати нові завдання: згідно з наказом Міністра оборони України і Державною програмою будівництва та розвитку Збройних сил до 2005 року, базуючись на Законах України «Про освіту», «Про оборону України», «Про загальний військовий обов'язок і військову службу», Полтавський філіал КВІУЗ розпочав підготовку офіцерів-зв'язківців для усіх видів та родів військ Збройних сил, Служби безпеки України, Прикордонних військ, Національної гвардії, Міністерства внутрішніх справ України. У 1996–1999 роках в Полтавському філіалі КВІУЗ здійснювалася підготовка офіцерів-зв'язківців для Збройних сил Туркменістану, у 2001–2002 роках — для Збройних Сил Таджикистану. У 2002–2003 роках у військовому інституті проходили підвищення кваліфікації 2 старших офіцери військ зв'язку  Народно-визвольної армії Китайської Народної Республіки. У той же період часу на базі інституту неодноразово здійснювалося підвищення кваліфікації для декількох груп офіцерів-зв'язківців ЗС України, а також функціонувало відділення підготовки підрозділів зв'язку для миротворчих контингентів ЗС України в Республіці Ірак та в інших військових місіях.
У грудні 1996 року начальником Полтавського філіалу КВІУЗ був призначений генерал-майор Віктор Іванович Черепов.
Постановою Кабінету Міністрів України № 816 від 14 травня 1999 року та наказом Міністра оборони України № 240 від 12 серпня 1999 року Полтавський філіал КВІУЗ реорганізовано в Полтавський військовий інститут зв'язку.
У 2007 році Полтавський військовий інститут реформовано: Постановою Кабінету Міністрів України № 800 від 6 червня 2007 року на базі ПВІЗ сформований факультет засобів військового зв'язку Військового інституту телекомунікацій та інформатизації Національного технічного університету України «Київський політехнічний інститут».
Розпорядженням Кабінету Міністрів України від 26 червня 2013 року було створено Державний університет телекомунікацій та приєднано до нього Військовий інститут телекомунікацій та інформатизації
3 вересня 2024 року приміщення зазнало цілеспрямованого удару військ РФ внаслідок якого загинули 58 людей, понад 300 постраждали. 

## Відомі Випускники
- Хвостенко Григорій Миколайович (1982-2024) - полковник Збройних сил України, учасник російсько-української війни 2014-2025. Нагороджено орденом Данила Галицького (посмертно).
- Музика Артур Сергійович (1978-2015) - полковник (посмертно) Збройних сил України, учасник російсько-української війни 2014-2025.  Нагороджений орденом Богдана Хмельницького III ступеня (посмертно).
- Горбенко Ігор Ігорович (1983-2014) - підполковник (посмертно) Служби безпеки України, учасник російсько-української війни 2014-2025. Нагороджений орденом Богдана Хмельницького III ступеня (посмертно).
- Білокобильський Сергій Михайлович (1983-2014) - капітан Збройних сил України, учасник російсько-української війни. Нагороджений орденом Богдана Хмельницького III ступеня (посмертно).